# Omron

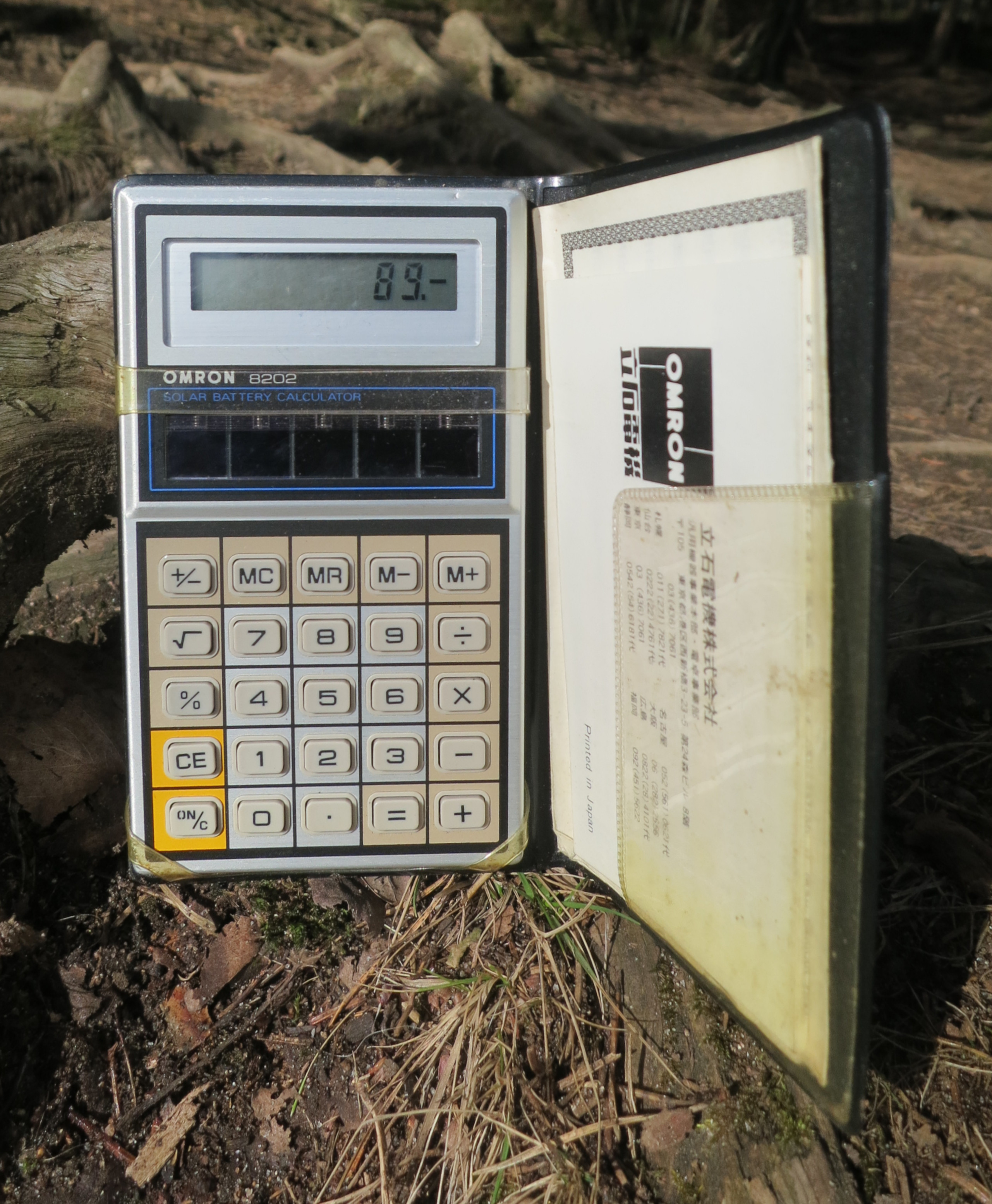
Omron 8202 rekenmachine op zonne-energie uit de jaren 70.

Omron is een Japans technologiebedrijf.

## Geschiedenis
Het bedrijf werd opgericht in 1933 te Osaka door Kazuma Tateisi. Hij was oorspronkelijk een verkoper van broekpersen en messenslijpers, maar startte toen een bedrijf dat een nauwkeuriger tijdklok voor röntgenopnames ging produceren, waaraan in ziekenhuizen behoefte bestond. Deze stap zette Tateisi op aanraden van een vriend, die verkoper van röntgenapparatuur was. Dit bedrijf heette aanvankelijk: Tateisi manufacturing Manufacturing Company. De bewuste klok maakte gebruik van relais.
De vraag naar relais groeide, en als vervolg hierop werden ook precisieschakelaars geproduceerd. Deze werden onder meer door de Japanse luchtmacht in oorlogstijd gebruikt. De fabrieken werden daarop gebombardeerd.
Na de Tweede Wereldoorlog werd een nieuwe fabriek gebouwd in Kyoto en werd de naam veranderd in Tateisi Electronics Company. Men breidde het productiepakket uit met huishoudelijke apparaten maken, zoals elektrische sigarettenaanstekers. In 1955 begon men precisieschakelaars voor het leger te vervaardigen, die aan strenge Amerikaanse normen moesten voldoen, waardoor de structuur van het bedrijf moest worden gewijzigd.
In 1958 werd een contactloze precisieschakelaar ontwikkeld, op basis van halfgeleiders, die in 1960 op de Jaarbeurs van Osaka werd getoond. In 1960 werd een ontwikkelingslaboratorium gebouwd, van waaruit tal van nieuwe producten werden ontwikkeld. Vooral op het terrein van automatiseringsproducten werd veel vooruitgang geboekt. Zo werd in 1971 de eerste pinautomaat ter wereld geproduceerd. Ook verkeersregelinstallaties werden ontwikkeld.
In 1986 werd te Ayabe een nieuwe fabriek geopend en er kwamen regionale centra voor Noord-Amerika, Azië en Pacific, en voor Europa en Afrika. Dit laatste werd in 1988 geopend in Hoofddorp. In 1990 werd de naam van het bedrijf veranderd in Omron, naar een wijk in Kyoto. Allerlei automatiseringstechnologieën werden ontwikkeld, zoals detectoren voor vals geld van een groot aantal valuta, gezichtherkenning voor smartphones (1994).

## Heden
Het bedrijf bezat in 2015 11.000 patenten en behoorde tot de 2000 grootste concerns ter wereld. Er werkten 36.500 mensen in 210 vestigingen in 35 landen en de jaarlijkse omzet was 6 miljard euro.
Het bedrijf is actief in industriële automatisering en ontwerpt daartoe complete productielijnen en componenten daarvoor, zoals sensoren en schakelaars. Daarnaast is het bedrijf actief in de gezondheidstechnologie.
De grootste Europese productielocatie bevindt zich te 's-Hertogenbosch. Hoewel veel werk in 2005 naar China werd overgebracht, wordt dat in toenemende mate teruggehaald. In deze vestiging vindt ontwikkeling en productie plaats, naast verkoop en marketing. Bij de Bossche ontwikkelingsafdeling werken 50 mensen, bij verkoop en marketing werken 60 mensen.